# Strhaře
Strhaře (in tedesco Strharz) è un comune della Repubblica Ceca facente parte del distretto di Brno-venkov, in Moravia Meridionale.